# 巴格马拉
巴格马拉（Baghmara），是印度梅加拉亚邦南加罗丘陵县的一个城镇。

## 人口
该地2001年总人口8643人，其中男性4602人，女性4041人；0－6岁人口1412人，其中男725人，女687人；识字率70.24%，其中男性为72.58%，女性为67.58%。